# Anatolie Ghilaș
Anatolie Ghilaș (n. 23 ianuarie 1957, Pereni) este un politician din Republica Moldova, care din 2009 până în 2011 a fost deputat în Parlamentul Republicii Moldova pe listele Partidului Democrat.
Din martie 2011 el îndeplinește funcția de director general al Agenției Relații Funciare și Cadastru. Anterior, Anatolie Ghilaș a mai lucrat timp de 10 ani în oficiul cadastral din Chișinău și a fost membru al Curții de Conturi.
Anatolie Ghilaș este nașul de cununie în prima casătorie a liderului PLDM, Vlad Filat.